# Lago Ringo
Ringo (em sueco: Ringsjön; em latim: Ringus lacus) é o segundo maior lago da província histórica da Escânia, no sul da Suécia.  Tem uma área de 41 km2.